# ألم العصب مثلث التوائم اللانموذجي
ألم العصب مثلث التوائم اللانموذجي (بالإنجليزية: Atypical trigeminal neuralgia) (ATN)، أو النمط الثاني من ألم العصب مثلث التوائم، هو أحد أنواع ألم العصب مثلث التوائم وهو اضطراب في العصب القحفي الخامس. يصعب تشخيص هذا النوع من آلام الأعصاب لأنه نادر الحدوث وتتداخل أعراضه مع عديد من الاضطرابات الأخرى. يمكن أن تصاحب الأعراض نوبة صداع نصفي، أو يمكن أن يتم الخلط بين المرض ونوبة الصداع النصفي وحدها، أو مشاكل في الأسنان مثل خلل المفصل الصدغي الفكي أو مشاكل في العضلات والعظام. يمكن أن يحدث ATN مجموعة واسعة من الأعراض ويتراوح الألم في شدته من خفيف إلى إحساس بكسر أو حرق، وأيضًا إلى الألم الشديد الذي يسببه ألم العصب مثلث التوائم الأكثر شيوعًا.

## العلامات والأعراض
يمكن وصف ألم ATN بأنه ثقيل وشديد وطاعن وحارق. يعاني بعض المصابين من صداع ثابت يشبه الصداع النصفي. قد يعاني آخرون من ألم شديد في أحد فروع العصب مثلث التوائم أو كلها، ما يؤثر على الأسنان والأذنين والجيوب الأنفية والخدين والجبهة والفكين العلوي والسفلي وخلف العينين وفروة الرأس. بالإضافة إلى ذلك، قد يواجه المصابون بـ ATN الشعور بالصدمات أو الطعنات الموجود في النمط الأول لألم العصب مثلث التوائم Type 1 TN.
يعاني العديد من مرضى TN وATN من الألم الذي «يُحفّز» عن طريق اللمس الخفيف لمناطق متغيرة. يميل ألم ATN إلى التفاقم عند التحدث أو الابتسام أو المضغ أو استجابةً لأحاسيس كالنسيم البارد. غالبًا ما يكون الألم الناجم عن ATN مستمرًا، وتكون فترات السكون نادرة. يمكن أن يكون ألم كل من TN وATN ثنائي الجانب، على الرغم من أن طبيعة الألم تختلف عادةً على الجانبين في الوقت نفسه.
الأسباب
عادةً ما يعزى ATN إلى التهاب أو إزالة الميالين (غمد النخاعين)، مع زيادة حساسية العصب مثلث التوائم. يُعتقد أن هذه الآثار تنتج عن الالتهاب أو أمراض إزالة الميالين أو انضغاط العصب مثلث التوائم (عن طريق اصطدامه بوريد أو شريان أو ورم أو بسبب التشوه الشرياني الوريدي) وغالبًا ما يتم الخلط بينها وبين مشاكل الأسنان. ما يثير الاهتمام هو أن هذا الشكل يصيب كل من الرجل والمرأة على قدم المساواة ويمكن أن يحدث في أي عمر، على عكس الألم العصبي مثلث التوائم النموذجي، الذي يحدث بشكل أشيع لدى النساء. على الرغم من حدوث TN وATN غالبًا بعد سن الخمسين، تم توثيق عدة حالات في سن مبكرة.

## عوامل الخطر
يعتبر شكلا ألم العصب مثلث التوائم نادرين نسبياً، مع تقدير حدوث 12 إلى 24 حالة جديدة لكل مائة ألف من السكان سنويًا.
غالبًا ما يبقى ATN  دون تشخيص أو يشخَّص بشكل خاطئ لفترات طويلة، ما يؤدي إلى قدر كبير من الألم والقلق غير المبررين. أشارت دراسة استقصائية وطنية للمرضى أجرتها جمعية ألم العصب مثلث التوائم في الولايات المتحدة في أواخر التسعينيات إلى أن مريض ألم العصب الوجهي قد يرى ستة أطباء مختلفين قبل أن يتلقى التشخيص النهائي. عادةً ما يكون أول طبيب ممارس يرى مرضى ألم العصب الوجهي هو طبيب الأسنان الذي قد يكون قليل الخبرة في طب الأعصاب الوجهي. وهكذا، يُشخص ATN بشكل خاطئ على أنه اضطراب المفصل الفكي الصدغي.
يعتبر العديد من المهنيين الطبيين هذا الاضطراب من أصعب أشكال الألم المزمن المعروفة في الممارسة الطبية. قد لا يستجيب بعض المرضى حتى للأدوية الأفيونية ضمن الجرعات المسموحة. ولذلك اكتسب الاضطراب لقبًا مؤسفًا وربما التهابيًا، وهو «المرض الانتحاري».
قد تتداخل أعراض ATN مع اضطراب الألم الذي يصيب الأسنان والذي يسمى ألم الأسنان اللانموذجي (المعنى الحرفي «ألم الأسنان غير المعتاد»)، مع وجع أو حرق أو طعنات تتوضع في واحد أو عدة أسنان والفك المجاور لها. قد يبدو أن الألم ينتقل من سن إلى آخر، بعد المعالجة بنفق جذر السن أو قلع السن. يخضع بعض المرضى، كمحاولة يائسة لتخفيف الألم، لمعالجة لب الأسنان أو نفق جذر السن (دون الحاجة لها) أو قلع السن، حتى في حال عدم وجود أدلة موصوفة بالأشعة السينية تشير إلى وجود خراج في الأسنان.
قد تكون أعراض ATN مماثلة لأعراض الألم العصبي التال للهربس، والتي تسبب التهاب الأعصاب عندما يظهر فيروس جدري الماء المنطقي الكامن في إصابة سابقة من جدري الماء كهربس نطاقي. لحسن الحظ، يُعالج الألم العصبي التالي للهربس عمومًا بالأدوية التي تمت تجربتها أولًا لعلاجATN ، ما يقلل من التأثير السلبي لسوء التشخيص.
يسبب ألم العصب مثلث التوائم اللانموذجي إشكالًا حتى بين الخبراء. فهو مصطلح واسع، وبسبب تعقد الحالة، توجد مشاكل كبيرة مرتبطة بتعريفها. لم يعد بعض الممارسين الطبيين يفرقون بين ألم العصبي الوجهي (حالة اسمية للالتهاب) واعتلال العصب الوجهي (ضرر بدني مباشر للعصب).
بسبب تباين أعراض الألم الخاصة بها وعدم دقتها، قد يُشخص مرضى ATN أو مرضى ألم الأسنان اللانموذجي بألم العصب الوجهي اللانموذجي (AFP) أو «التوهم المرضي»، ويعتبر كلاهما مشكلة من قبل العديد من الممارسين. يُعيّن أحيانًا مصطلح «ألم العصب الوجهي اللانموذجي» للألم الذي يعبر منتصف خط الوجه أو لا يتوافق مع الحدود المتوقعة لتوزيع الأعصاب أو خصائص الموجودات الطبية المثبتة. على هذا النحو، يُشخّص AFP بالاستبعاد.
كما لوحظ في مقال نشرته مؤسسة الألم الوطنية الأمريكية [US] National Pain Foundation: «ألم الوجه اللا نموذجي مصطلح مربك ويجب ألا يستخدم أبداً لوصف المرضى الذين يعانون من ألم العصب مثلث التوائم أو ألم اعتلال العصب مثلث التوائم. بالمعنى الدقيق، يُصنَّف AFP على أنه «اضطراب الألم جسدي الشكل»؛ هذا تشخيص نفسي يجب تأكيده من قبل طبيب نفسي مختص بالآلام. ليس لدى المرضى الذين يعانون من الـAFP أي سبب جسدي محدد للألم. يكون الألم عادةً ثابتًا، يوصف بأنه مؤلم أو حارق، وغالبًا ما يصيب كلا الجانبين من الوجه (لا يحدث هذا على الإطلاق لدى مرضى ألم العصب مثلث التوائم)، ويشمل الألم غالبًا مناطق من الرأس والوجه والرقبة خارج المناطق الحسية التي يغذيها العصب مثلث التوائم. يجب إجراء تشخيص دقيق لمرضى الAFP لأن علاجه هو علاج طبي بحت، ولا نلجأ للعمليات الجراحية لألم الوجه اللانموذجي.»
يرتبط مصطلح «التوهم المرضي» ارتباطًا وثيقًا بـ «اضطراب الألم جسدي الشكل» و «اضطراب التحويل في الدليل التشخيصي والإحصائي (DSM-IV) التابع للجمعية الأمريكية للطب النفسي. اعتبارًا من يوليو 2011، يخضع محور DSM-IV لمراجعة رئيسية لإصدار النسخة الخامسة DSM-V، مع تقديم تسمية جديدة «اضطراب الأعراض الجسدية المعقد». ومع ذلك، يجب إثبات أن أي من هذه «الاضطرابات» يمكن تشخيصها بشكل موثق كمصطلح طبي ذو مسار علاجي منفصل وموثوق.
من الممكن وجود عوامل محفزة أو عوامل مفاقمة يجب أن يتعلمها المرضى للمساعدة في إدارة صحتهم. تعد الأضواء الساطعة والأصوات والإجهاد وسوء التغذية أمثلة على المحفزات الإضافية التي قد تسهم في حدوث هذه الحالة. يمكن أن يسبب الألم غثيانًا، لذا فبعد الحاجة الواضحة لعلاج الألم، يجب الحصول على راحة وتغذية كافيين.
غالباً ما يصاحب الاكتئاب الألم العصبي والاعتلال العصبي من كل الأنواع، كنتيجة للآثار السلبية التي يلحقها الألم بحياة الفرد. قد يتفاعل كل من الاكتئاب والألم المزمن، وغالبًا ما يؤدي الألم المزمن إلى تعريض المرضى للاكتئاب، بينما يعمل الاكتئاب على استنزاف الطاقة وتعطيل النوم وزيادة الحساسية والشعور بالمعاناة. وبالتالي، يجب النظر في علاج الاكتئاب بنفس القدر من أهمية العلاج المباشر للألم.

## العلاج

### أدوية
عادة ما يبدأ علاج الأشخاص الذين يُعتقد أنهم مصابون بـATN  أو TN بالدواء. كان الخيار الأول منذ زمن طويل لعلاج ألم العصب الوجهي هو كاربامازيبين، وهو عامل مضاد للاختلاج. لكن نظرًا لمخاطر هذا الدواء وآثاره الجانبية، أصبح من الشائع استخدام أدوية بديلة مؤخرًا. تشمل هذه الأدوية أوكساكاربازبين ولاموتريجين وغابابنتين. يمكن اعتبار استجابة المريض الإيجابية لأحد هذه الأدوية دليل داعم للتشخيص، والذي يجرى بطريقة أخرى اعتمادًا على التاريخ الطبي وشدة الألم وموقعه. لا توجد اختبارات طبية حالية لتأكيد تشخيص TN أو ATN بشكل قاطع.
إذا لم تكن الأدوية المضادة للاختلاج فعالة، يمكن استخدام أحد الأدوية المضادة للاكتئاب ثلاثية الحلقة مثل أميتريبتيلين أو نورتريبتيلين. من المعروف أن مضادات الاكتئاب ثلاثية الحلقة لها عمل مزدوج ضد كل من الاكتئاب وآلام الأعصاب. تشمل الأدوية الأخرى التي يمكن تجربتها أيضًا، سواء بشكل فردي أو مع عامل مضاد للاختلاج، باكلوفين وبريغابالين، أدوية مضادة للاختلاج (لتهدئة النهايات العصبية) والمرخيات العضلية والأدوية الأفيونية مثل أوكسيكودون أو مزيج من أوكسيكودون وباراسيتامول.
بالنسبة لبعض المصابين ب ATN، قد تكون الأفيونيات الخيار الطبي الوحيد القابل للتطبيق والذي يحافظ على جودة الحياة والأداء الشخصي. على الرغم من وجود جدل كبير في السياسة والممارسة العامة في هذا الفرع من الطب، إلا أن إرشادات الممارسة متوفرة ومنتشرة منذ فترة طويلة.

### الجراحة
إذا تبين أن العلاج بالأدوية غير فعال أو يسبب آثارًا جانبية مُعيقة، يمكن النظر في أحد الإجراءات الجراحية العصبية المتعددة. يُعتقد أن الإجراءات المتاحة أقل فاعلية في النمط الثاني من ألم العصب مثلث التوائم (اللانموذجي) مقارنةً بالنمط الأول (النموذجي أو «الكلاسيكي»). من بين الإجراءات الحالية، تبين أن الطريقة الأكثر فعالية وطويلة الأجل هي إزالة ضغط الأوعية الدقيقة (MVD)، التي تسعى إلى تخفيف الضغط المباشر على العصب مثلث التوائم عن طريق فصل الأوعية الدموية وحشوها بالقرب من منطقة نشوء العصب من جذع الدماغ، أسفل الجمجمة.
يختار الطبيب العملية الجراحية بالتشاور مع المريض، بناءً على درجة ألم المريض وصحته وخبرة الطبيب الطبية. يقاوم بعض الجراحين العصبيين تطبيق MVD أو العمليات الجراحية الأخرى على ألم العصب مثلث التوائم، على ضوء التصور السائد بأن ألم ATN أقل استجابة لهذه الإجراءات. ومع ذلك، تشير الأبحاث الحديثة إلى أنه في الحالات التي يظهر فيها الألم في البداية كنمط أول من ألم العصب مثلث التوائم، قد تكون الجراحة فعالة حتى بعد تطور الألم إلى النمط الثاني.